# Long John Silver's

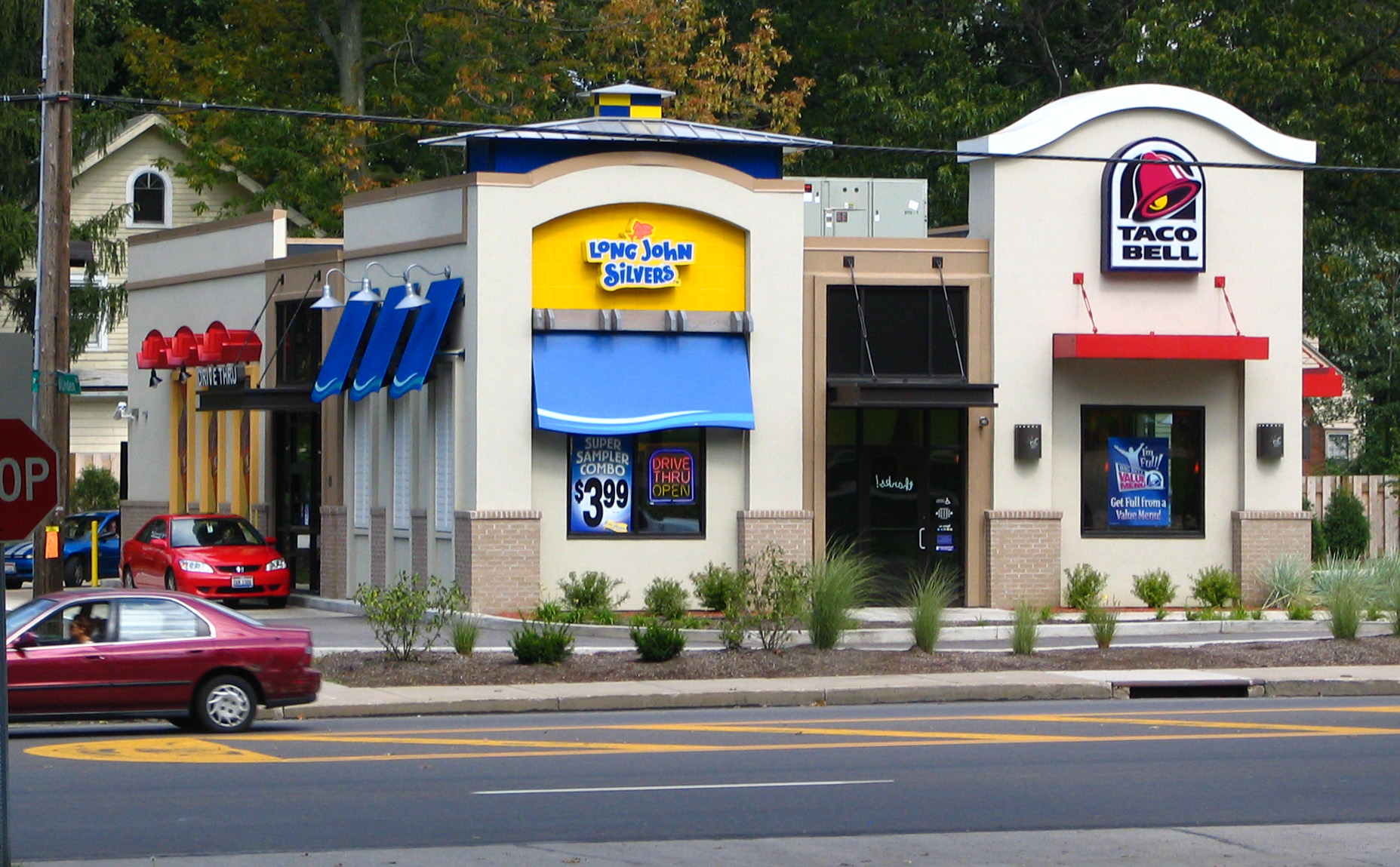
Long John Silver's annex Taco Bell

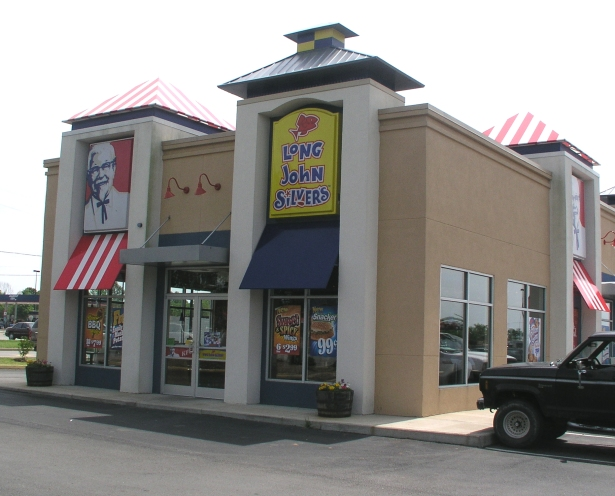
Long John Silver's annex KFC

Long John Silver's is een Amerikaanse fastfoodketen opgericht in 1969. Het bedrijf was tot 2011 een onderdeel van Yum! Brands. Het restaurant specialiseert zich in gebakken vis en zeevruchten.
De naam en concept zijn geïnspireerd op het boek van Robert Louis Stevenson Treasure Island. Het hoofdkantoor is gevestigd in Louisville, Kentucky.
Het eerste restaurant werd geopend in 1969 in Lexington.